# Veli bek Jedigar

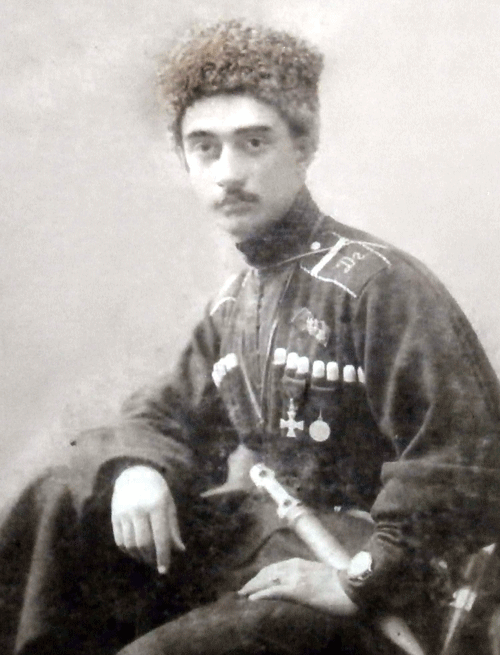
Veli bek Jedigar jako młody sierżant Dagestańskiego Pułku Kawalerii z Krzyżem Zasługi Wojskowego Orderu Świętego Jerzego i medalem Za Odwagę

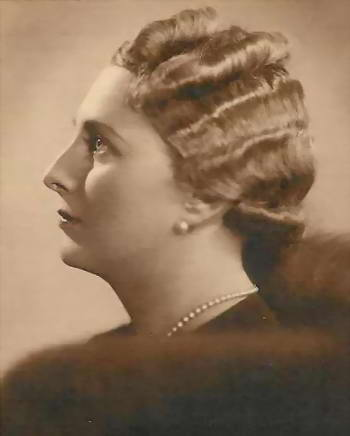
Wanda Eminowicz

Veli bek Jedigar, właśc. Jedigaroff, ps. „Damazy” (ur. 31 października 1897 w Takalo, zm. 13 grudnia 1971 w Buenos Aires) – azerski oficer, pułkownik dyplomowany Wojska Polskiego i Armii Krajowej.

## Życiorys

### Dzieciństwo i młodość
Veli bek Jedigar urodził się w 31 października 1897 roku w rodzinnym majątku Takalo w guberni tyfliskiej. Pochodził z książęcej rodziny azerskiej, był synem Sadich Beka i księżniczki Olgi Russiwej-Kroczibaczewej. Jego starszy brat Arczył bek Jedigaroff był majorem WP i generalnym dyrektorem Centralnego Zarządu Dóbr Sanguszków.
Uczęszczał od 1909 do gimnazjum w Tyflisie, po którego ukończeniu w 1915 otrzymał świadectwo dojrzałości. Jedigar studiował na Politechnice Kijowskiej, porzucił ją jednak po kilku miesiącach i przeniósł się na uczelnię wojskową. W 1916 roku został absolwentem Tyfliskiego Korpusu Kadetów i w składzie Dagestańskiego Pułku Kawalerii wyjechał na front niemiecki, gdzie brał udział w ofensywie Brusiłowa. W momencie wybuchu rewolucji studiował w Kijowskiej Michajłowskiej Szkole Artylerii, którą porzucił na rzecz służby w wojskach Demokratycznej Republiki Azerbejdżanu. Znalazł się w armii dowodzonej przez polskiego Tatara Macieja Sulejmana Sulkiewicza, gdzie powierzono mu dowodzenie oddziałem jazdy w Karabachu. Na przełomie 1919 i 1920 roku był dowódcą jednostki karabinów maszynowych w Tekińskim Pułku Jazdy. Po agresji Armii Czerwonej w kwietniu 1920 roku przeszedł na terytorium Gruzji i prowadził walki partyzanckie przeciw bolszewikom.

### Emigracja do Polski
W marcu 1921 roku wyemigrował, pod naciskiem ojca, przez Turcję i Rumunię do Polski. Do Wojska Polskiego przyjęto go w listopadzie 1922 jako oficera kontraktowego w stopniu rotmistrza. Wkrótce potem został jednak zwolniony z powodu choroby. Do armii ponownie przyjęty w styczniu 1924 roku po ukończeniu kursu dowódców szwadronów w Obozie Szkolnym Kawalerii w Grudziądzu (styczeń–październik 1924) i w styczniu 1925 przydzielony do 10 pułku strzelców konnych w Łańcucie, gdzie dość szybko wyróżnił się podczas manewrów. Pełnił w pułku stanowiska: dowódca plutonu w szkole podoficerskiej, dowódca plutonu od czerwca 1925, dowódca 4 szwadronu od października 1926, dowódca 2 wydzielonego dywizjonu od stycznia 1928, dowódca 3 szwadronu od kwietnia 1928, dowódca szwadronu szkolnego od lutego 1929 i od lipca 1929 ponownie dowódca 4 szwadronu. Wkrótce potem znalazł się pod opieką gen. Janusza Głuchowskiego, wiceministra spraw wojskowych i dowódcy 7 pułku Ułanów Lubelskich.
Ukończył w Doświadczalnym Centrum Wyszkolenia w Rembertowie kurs dowódców batalionów (luty–czerwiec 1930) i powrócił do 10 pułku strzelców konnych na stanowisko dowódcy szwadronu szkolnego. Następnie Jedigar ukończył z odznaczeniem Wyższą Szkołę Wojenną (1932) i jako oficer dyplomowany trafił do Brygady Kawalerii „Baranowicze”. W 1934 roku awansowany na majora, dwa lata później został zastępcą dowódcy 7 pułku Ułanów Lubelskich.
W tym okresie nawiązywał liczne znajomości i przyjaźnie z wyższymi oficerami, m.in. z gen. Stanisławem Grzmot-Skotnickim, z powodu którego silnie związał się z obozem piłsudczykowskim. W czasie wizyty tureckiej delegacji w Polsce pełnił na życzenie Piłsudskiego rolę tłumacza. Po jego śmierci znalazł się wśród żołnierzy pełniących wartę przy wystawionym ciele Piłsudskiego. W 1939 roku pełnił służbę w Centrum Wyszkolenia Kawalerii w Grudziądzu na stanowisku dyrektora nauk Kursów doskonalenia oficerów i podoficerów zawodowych.

### II wojna światowa
W kampanii wrześniowej był od 11 września szefem sztabu Mazowieckiej Brygady Kawalerii. W czasie kampanii trafił do niewoli niemieckiej, ale kilka miesięcy później zwolniono go jako obcokrajowca, w efekcie czego w sierpniu 1940 roku wrócił do Warszawy.
Po dotarciu do Warszawy zawiązał konspiracyjny 7 pułk ułanów Lubelskich (ps. Mazury–Jeleń) i dowodził nim od sierpnia 1940 do lipca 1944 roku. W 1942 roku został awansowany do stopnia podpułkownika. Cieszył się dużym poważaniem wśród podwładnych. Ponadto jako przyjaciel gen. Tadeusza Bór-Komorowskiego był szefem działu kawalerii w Wydziale Broni Szybkich Oddziału III Komendy Głównej AK. Zapewne w 1944 awansowany do stopnia pułkownika.
W lipcu 1944 roku gen. Bór-Komorowski rozkazał mu wyjechać na Zachód, co uczynił 17 lipca, wyruszając z żoną i córką do Wiednia. Po otrzymaniu wiadomości o wybuchu powstania w Warszawie wrócił przez zieloną granicę do Polski. Jego pułk został już jednak zdziesiątkowany w nieudanym ataku na siedzibę Gestapo przy al. Szucha.
Jedigar wydał więc 12 stycznia 1945 roku rozkaz rozwiązania jednostki i tuż po rozpoczęciu ofensywy sowieckiej znad Wisły opuścił Polskę ostatnim niemieckim pociągiem ewakuacyjnym.

### Emigracja powojenna
Zaraz po przybyciu do Wiednia wyemigrował z rodziną do Włoch, wstąpił do 2 Korpusu Polskiego, gdzie powierzono mu odtworzenie 7 pułku. Po przybyciu do Wielkiej Brytanii został komendantem w obozie Tilstok, później przeniósł się z rodziną do Londynu. Po likwidacji polskich jednostek wojskowych wyemigrował z rodziną do Argentyny w 1949 roku. Tam rozpoczął tworzenie organizacji kombatanckich, był także wiceprezesem Organizacji Ujarzmionych Narodów „Liberación Europea”. Przewodniczący Tymczasowego Zarządu od 1949, a od 1950 przewodniczący Zarządu Okręgu Koła AK w tym kraju. Początkowo pracował w porcie jako tragarz, później w fabryce wyrobów tekstylnych jako robotnik. Po śmierci żony w 1953 roku zajął się wychowaniem córki.
Zmarł w Buenos Aires 13 grudnia 1971 roku na trzeci zawał serca. 4 sierpnia 1990 roku jego prochy zostały pochowane na warszawskim Muzułmańskim Cmentarzu Tatarskim przy asyście kompanii honorowej Wojska Polskiego.
Veli bek Jedigar w 1938 roku ożenił się z Wandą Eminowicz, z którą miał córkę Zulejchę (ur. 1942).

## Ordery i odznaczenia
- Order Azerbejdżańskiej Republiki Demokratycznej „Za Męstwo”[2]
- Złoty Krzyż Zasługi z Mieczami[2]
- Krzyż Walecznych[2]
- Krzyż Armii Krajowej[2]

## Publikacje
- Zarys historii wojennej Tatarskiego Pułku Ułanów imienia pułkownika Mustafy Achmatowicza. Warszawa: Główna Drukarnia Wojskowa, 1933, seria: Zarys historii wojennej pułków polskich 1918–1920.
- Krym w 1860 roku [w:] Głos z Minaretu nr 10/11 i 12/13, 1949

## Upamiętnienie
- Popiersie odsłonięte w 2017 w parku im. Józefa Polińskiego w Warszawie[9].